# Кръгово обръщало
 Кръговото обръщало е съоръжение, с помощта на което може да се обърне на 180° или да се постави на необходимите релси в депото единица от подвижния състав, обикновено локомотив, по-рядко вагон или автомотриса.
Кръговото обръщало е специална метална платформа с релси, на която спира локомотивът или се разполага друга единица от подвижния състав. Има два типа кръгови обръщала: уравновесен тип и неуравновесен тип. Първият вид кръг е с опорна точка в центъра на платформата и за него е необходимо подвижният състав да бъде разположен много прецизно. Вторият тип кръгово обръщало се опира на колела, разположени по краищата на платформата.
Първоначално, в края на XIX и началото на XX век платформите били завъртани ръчно, с помощта на ръчка. Сега се завъртат с помощта на електродвигател.
Кръговото обръщало обикновено е задължителен елемент от локомотивното депо. Когато депото няма кръг, се използва триъгълник-обръщало.